# Mansuphantes pseudoarciger
Mansuphantes pseudoarciger är en spindelart som först beskrevs av Jörg Wunderlich 1985.  Mansuphantes pseudoarciger ingår i släktet Mansuphantes och familjen täckvävarspindlar. Inga underarter finns listade i Catalogue of Life.